# Италија на Светском првенству у атлетици у дворани 2014.
Италија је учествовала на Светском првенству у атлетици у дворани 2014. одржаном у Сопоту од 7. до 9. марта петнаести пут, односно на свим првенствима до данас. Репрезентацију Италије представљало је 12 такмичара (3 мушкарца и 9 жена), који су се такмичили у девет дисциплина (3 мушке и 6 женских).,
На овом првенству Италија није освојила ниједну медаљу. Оборен је један национални и два лична рекорда.
У табели успешности (према броју и пласману такмичара који су учествовали у финалним такмичењима (првих 8 такмичара)) Италија је са једним учесником у финалу делила 40 место са 3. бода.
| Плас. | Земља   | 1. место | 2. место | 3. место | 4. место | 5. место | 6. место | 7. место | 8. место | Бр. финал. | Бод. |
| ----- | ------- | -------- | -------- | -------- | -------- | -------- | -------- | -------- | -------- | ---------- | ---- |
| =40.  | Италија | 0        | 0        | 0        | 0        | 0        | 1        | 0        | 0        | 1          | 3    |

## Учесници
| Мушкарци: - Фабио Черути — 60 м - Паоло дал Молин — 60 м препоне - Марко Фасиноти — Скок увис | Жене: - Одри Ало — 60 м - Маргерита Мањани — 3.000 м - Марција Каравели — 60 м препоне, - Ђулија Пенела — 60 м препоне - Кјара Бацони — 4 х 400 м - Марта Милани — 4 х 400 м - Марија Елена Бонфанти — 4 х 400 м - Maria Enrica Spacca — 4 х 400 м - Кјара Роза — Бацање кугле |  |

## Резултати

### Мушкарци
| Атлетичар       | Дисциплина   | Лични рекорд | Квалификације | Квалификације | Полуфинале           | Полуфинале           | Финале               | Финале       | Детаљи |
| Атлетичар       | Дисциплина   | Лични рекорд | Резултат      | Место         | Резултат             | Место                | Резултат             | Место        | Детаљи |
| --------------- | ------------ | ------------ | ------------- | ------------- | -------------------- | -------------------- | -------------------- | ------------ | ------ |
| Фабио Черути    | 60 м         | 6,55         | 6,67          | 4. у гр. 1 кв | 6,71                 | 7. у гр. 2           | Није се пласирао     | 23 / 43 (44) |        |
| Паоло дал Молин | 60 м препоне | 7,51 НР      | 7,76          | 5. у гр. 1    | Није се квалификовао | Није се квалификовао | Није се квалификовао | 19 / 29 (31) |        |
| Марко Фасиноти  | Скок увис    | 2,34 НР      | 2,25          | =7 кв         |                      |                      | 2,29                 | 6 / 15 (17)  |        |

### Жене
| Атлетичарка                                                          | Дисциплина   | Лични рекорд | Квалификације | Квалификације | Полуфинале            | Полуфинале            | Финале                | Финале        | Детаљи |
| Атлетичарка                                                          | Дисциплина   | Лични рекорд | Резултат      | Место         | Резултат              | Место                 | Резултат              | Место         | Детаљи |
| -------------------------------------------------------------------- | ------------ | ------------ | ------------- | ------------- | --------------------- | --------------------- | --------------------- | ------------- | ------ |
| Одри Ало                                                             | 60 м         | 7,30         | 7,35          | 5. у гр. 6    | Није се квалификовала | Није се квалификовала | Није се квалификовала | 24 / 43       |        |
| Маргерита Мањани                                                     | 3.000 м      | 8:51,81      | 8:58,51       | 3. у гр. 1 КВ |                       |                       | 9:10,13               | 9 / 15        |        |
| Марција Каравели                                                     | 60 м препоне | 8,03         | 7,97 ЛР       | 3. у гр. 2 КВ | 7,97 =ЛР              | 5. у гр. 1            | Није се квалификовала | 9 / 29 (30)   |        |
| Ђулија Пенела                                                        | 60 м препоне | 8,04         | 8,16          | 4. у гр. 4    | Није се квалификовала | Није се квалификовала | Није се квалификовала | =21 / 29 (30) |        |
| Марија Енрика Спача Елена Марија Бонфанти Марта Милани Кјара Бацони, | 4 х 400 м    | 3:33,70 НР   | 3:31,99 НР    | 3. у гр. 1    |                       |                       | Нису се квалификовале | 7 / 8         |        |
| Кјара Роза                                                           | Бацање кугле | 18,68        | 17,31         | 12            | Није се квалификовала | 12 / 19               |                       |               |        |